# Warmness on the Soul
Warmness on the Soul és un EP d'Avenged Sevenfold. Va ser gravat el 8 d'agost de 2001 per Good Life Recordings. El CD ve acompanyat pel video del mateix títol de l'EP. Aquest va ser el primer CD en què va col·laborar el guitarrista líder Synyster Gates i el primer álbum que compta amb la versió heavy del track "To End The Rapture".

## Llista de cançons
1. Warmness on the Soul
2. Darkness Surrounding
3. We Come Out at Night
4. To End the Rapture (heavy metal version)

## Crèdits
- M. Shadows - Veu
- Synyster Gates - Guitarra a "To End the Rapture"
- Zacky Vengeance - Guitarra
- Justin Meacham - Baix
- The Rev - Bateria